# Universität Avignon

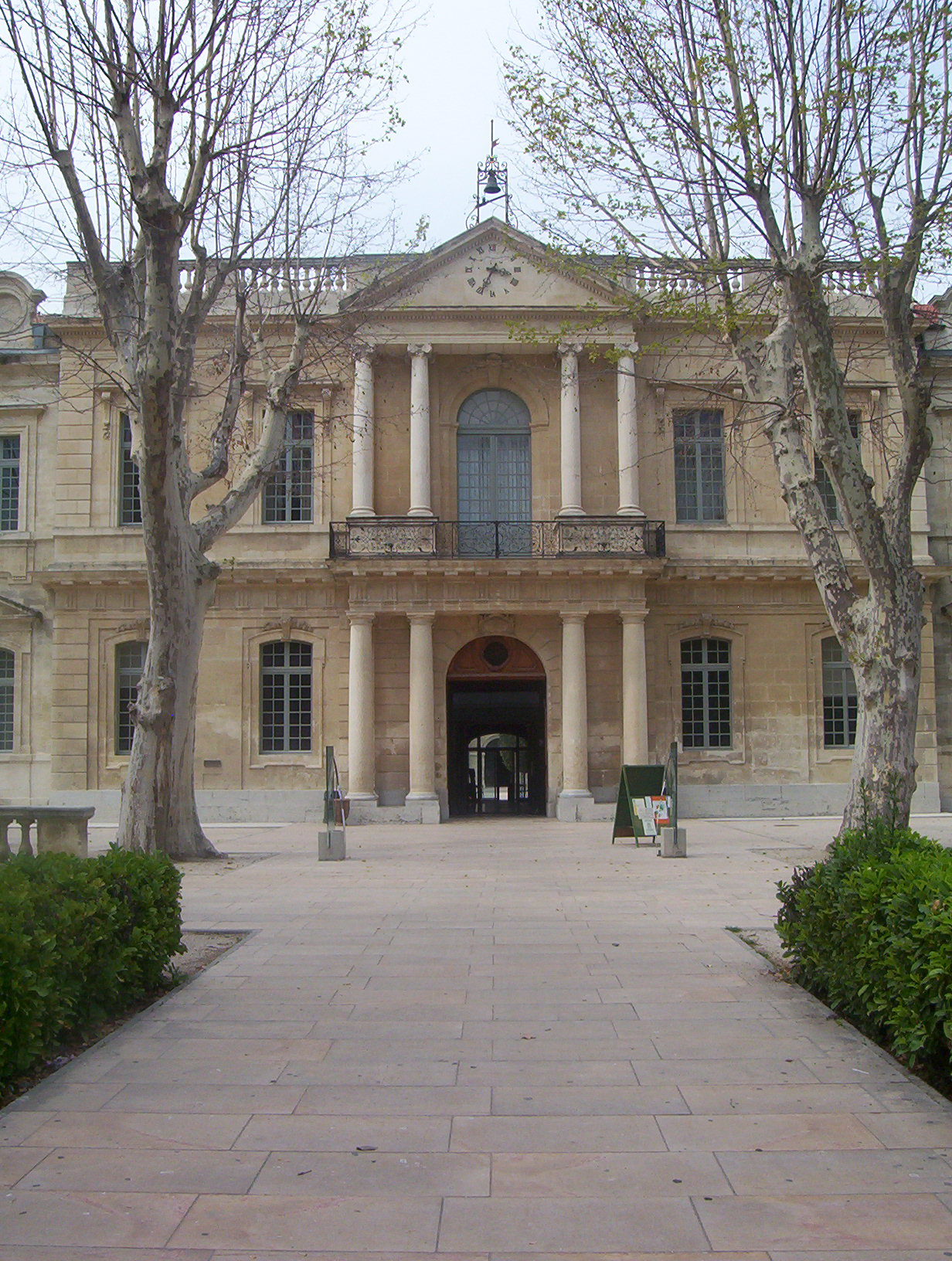
Haupteingang der Universität, ehemaliges Hospital Sainte-Marthe

Die Universität Avignon (offiziell französisch: Université d'Avignon et des Pays de Vaucluse) ist eine staatliche Universität in der Stadt Avignon im Süden Frankreichs. Ihre Standorte liegen im Département Vaucluse.

## Geschichte
Die Gründung erfolgte 1303 als Konkurrenz zur 50 Jahre zuvor gegründeten Sorbonne in Paris. Ihre Blütezeit erlebte sie in der Zeit des Avignonesischen Papsttums, im 14. und zu Beginn des 15. Jahrhunderts. 1793 wurde sie im Zuge der französischen Revolution – wie alle anderen Universitäten in Frankreich – aufgelöst. 1963 und 1964 wurde in Avignon eine naturwissenschaftliche und eine literarische Abteilung eröffnet, die der naturwissenschaftlichen bzw. der philosophischen Fakultät der Universität Aix-Marseille unterstellt waren, bis die Hochschule in Avignon im Jahre 1984 den Status einer eigenständigen Universität erhielt.